# Cuộc phản công Kharkiv năm 2022

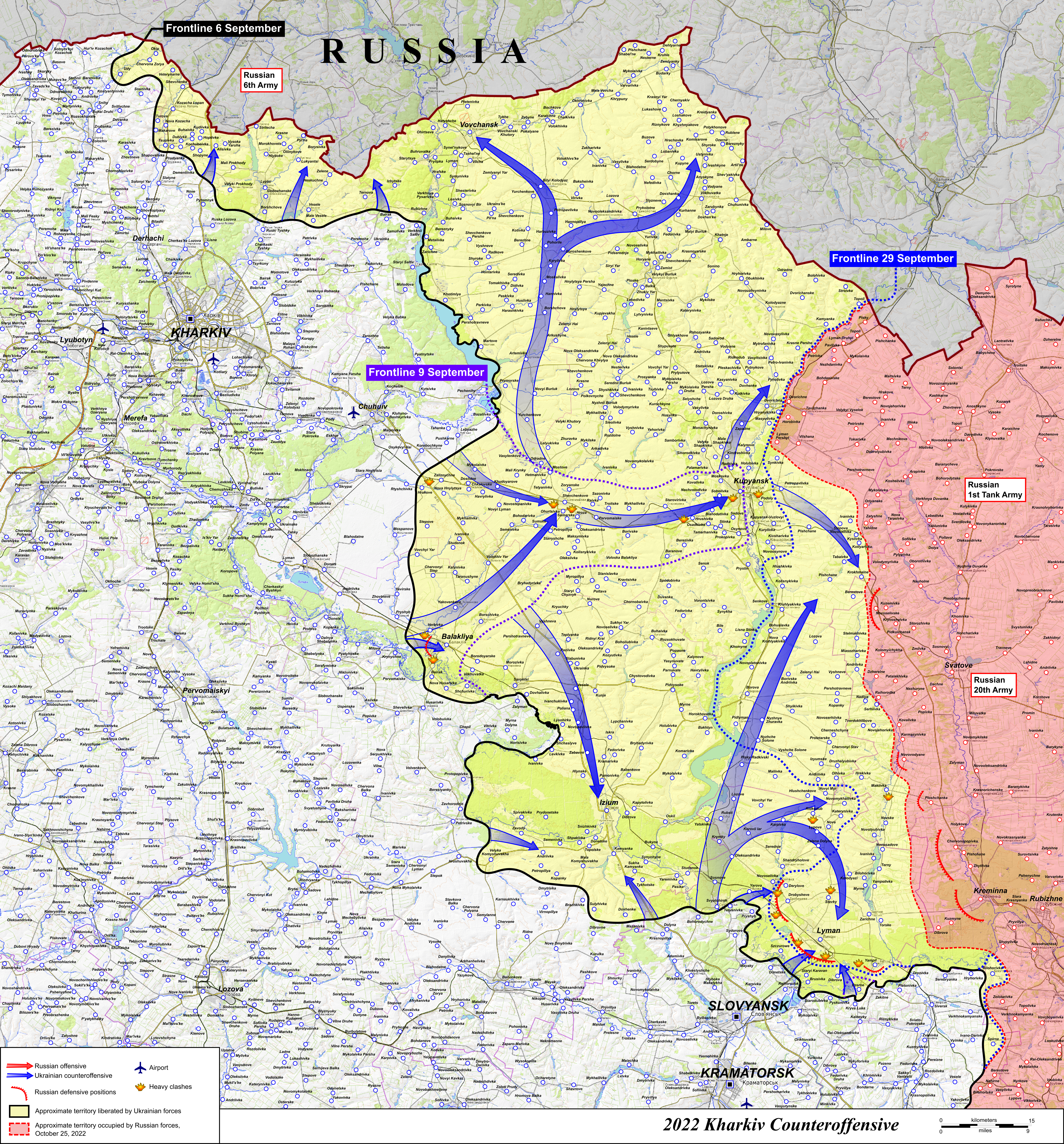
Các lực lượng vũ trang Ukraina đã giải phóng được vùng màu vàng trong chiến dịch phản công bất ngờ và chớp nhoáng ở Kharkiv.

Cuộc phản công Kharkov năm 2022 (tiếng Anh: 2022 Kharkiv counteroffensive, tiếng Ukraina: Slobozhanskyi kontrnastup/Слобожанський контрнаступ) là một hoạt động phản công lớn trong cuộc chiến Nga xâm lược Ukraina bắt đầu vào ngày 6 tháng 9 năm 2022. Sau khi phát động phản công Kherson ở Nam Ukraina vào cuối tháng 8 năm 2022, các lực lượng Ukraina đã bắt đầu cuộc phản công thứ hai vào đầu tháng 9 năm 2022 tại tỉnh Kharkiv ở  Đông Ukraina. Trong cuộc tổng tấn công, lực lượng Ukraina đã chiếm lại hơn 500 khu định cư và 12.000 km2 lãnh thổ ở khu vực Kharkov. Chiến dịch này là một trong những thành công về mặt quân sự với kế sách nghi binh (tung tin phản công mạnh ở Kherson và miền Nam Ukraina, nhưng lực lượng Kiev âm thầm tập trung cho chiến trường Kharkiv, đông bắc Ukraina, việc phản công ở miền Nam chỉ nhằm nghi binh cho chiến dịch Kharkiv) khiến quân Nga không kịp trở tay dẫn đến thất thủ hàng loạt và phòng tuyến Nga bị chọc thủng chóng vánh, quân sĩ phải tháo chạy rã đám.
Trong những ngày đầu của đợt tấn công vào Ukraina, lực lượng Nga đã chiếm được phần lớn miền đông Kharkiv Oblast, bao gồm các thị trấn Kupiansk, Shevchenkove và Balakliia. Bản thân làng Balakliia đã bị chiếm giữ vào ngày 3 tháng 3 năm 2022 mà không cần đấu tranh nhiều. Từ tháng 3 đến đầu tháng 5, phần lớn giao tranh ở tỉnh Kharkiv tập trung ở các thành phố Kharkov và Izium. Các cuộc tấn công của Nga trong những tháng đầu tiên xâm lược Ukraina đã để lại một vùng rộng lớn Kharkov Oblast dưới sự kiểm soát của Nga, dẫn đến quân Nga phải căn sức dàn mỏng lực lượng trên một mặt trận toàn tuyến kéo dài bao gồm các nút thắt hậu cần quan trọng của Izium, Kupiansk, Shevchenkove và Balakliia. Đến tháng 9 năm 2022, tướng Oleksandr Syrskyi, người đã phụ trách đợt phòng thủ Kyiv khi bắt đầu cuộc chiến và sau đó nhận được danh hiệu Anh hùng Ukraina đã được bổ nhiệm làm chỉ huy Lục quân Ukraina ở tỉnh Kharkiv. Cuộc phản công được thực hiện dưới sự chỉ huy của ông và Syrskyi được coi là người kiến tạo ra cuộc tổng phản công đem lại danh tiếng lừng lẫy cho ông Tướng Syrskyi được truyền thông phương Tây ca ngợi là "vị tướng thành công nhất của thế kỷ 21 cho đến nay".

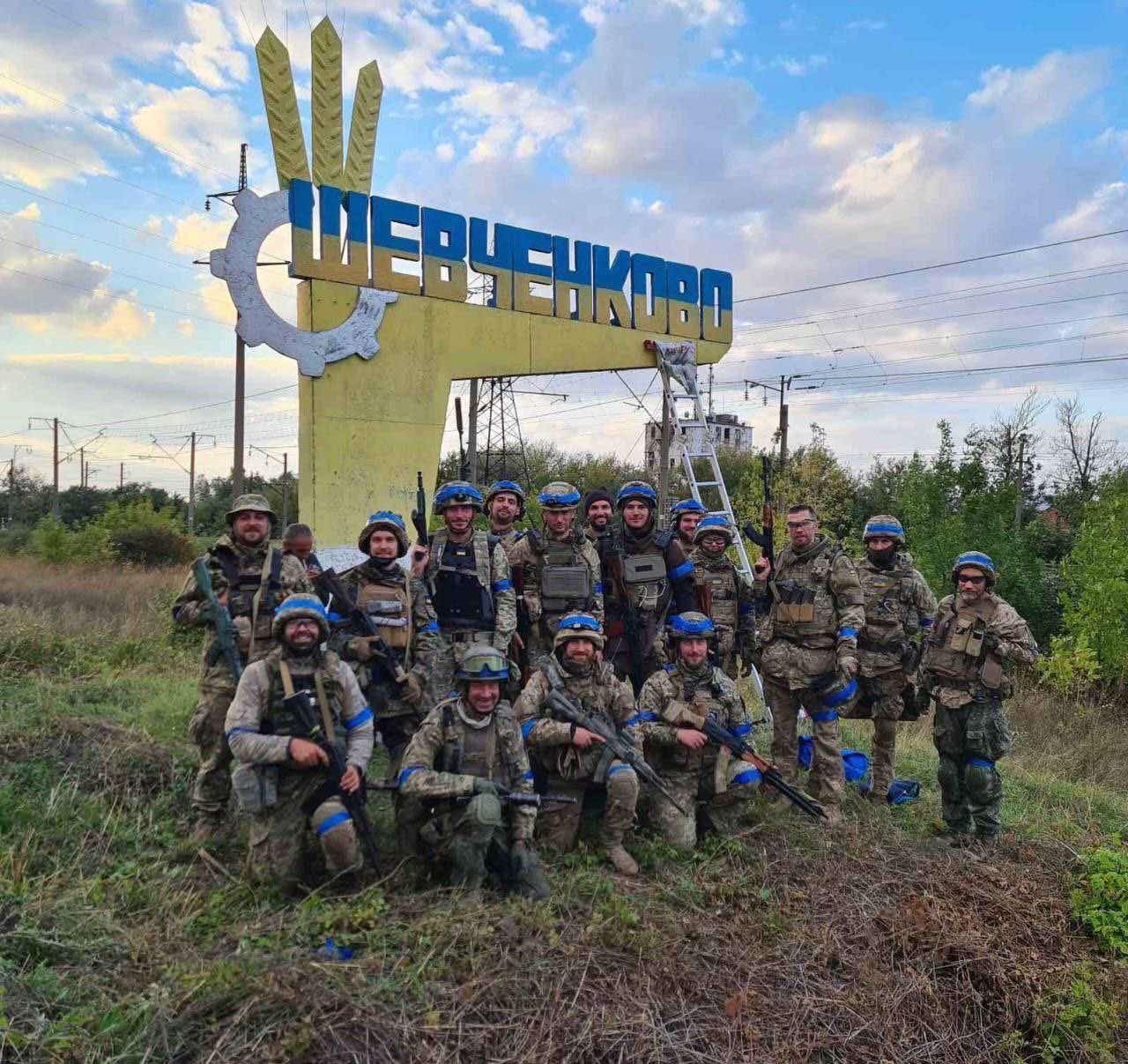
Lực lượng Ukraina giải phóng thị trấn Shevchenkove

## Chiến sự

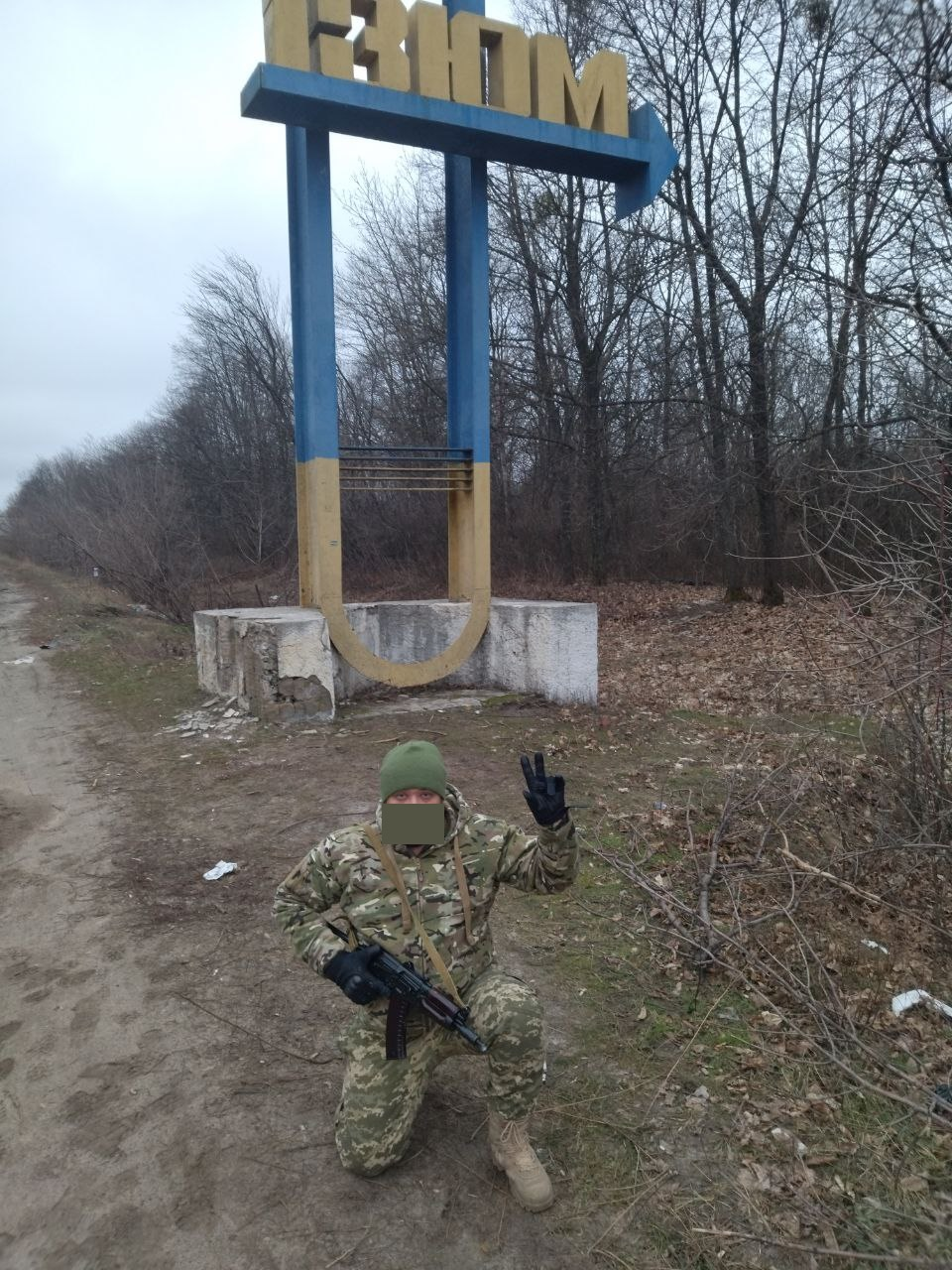
Quân Ukraina tái chiếm Izum

Chính quyền Ukraina thông báo tiến hành một cuộc phản công để giải phóng Kherson ở phía nam Ukraina và Kiev giữ im lặng về các chiến dịch quân sự đang diễn ra trên toàn quốc và cấm các nhà báo ra chiến tuyến. Trong lúc mọi chú ý hướng về Mikolaiv và Kherson thì quân đội Ukraina đã tiến về phía đông Slovansk ở vùng Donbass sau đó, quân đội Ukraina đã tấn công ở phía đông của Kharkiv. Cuộc tấn công theo ba thời điểm chủ ý đánh lừa bộ tham mưu Nga nghĩ rằng mục tiêu chính của quân Ukraina là Kherson, bộ tham mưu Nga dã cho tái triển khai lực lượng ở phía nam, giảm bớt quân ở mặt trận Kharkiv.. Cuộc phản công ở miền nam được công bố rộng rãi là chiến dịch thông tin sai lệch nhằm đánh lạc hướng Nga khỏi chiến dịch thực sự đang được chuẩn bị ở tỉnh Kharkiv. Ukraine âm thầm dồn quân tới mặt trận chiến lược trong cuộc phản công thần tốc và khi hàng chục ngàn binh sĩ Nga đã được điều động xuống củng cố các phòng tuyến tại mặt trận phía nam nên chỉ cần một đợt tấn công mạnh của Ukraina tại mặt trận này, phòng tuyến của Nga đã bị chọc thủng. Ban đầu bộ chỉ huy Ukraina rất kín đáo, chính quyền Ukraina không thông báo ngay các thắng lợi quân sự mà họ có thể thu đượ, bộ tham mưu Nga thừa nhận bị mất Balakliia và thông qua phát ngôn viên bộ Quốc Phòng Igor Konashenkov (I-go Kô-na-sen-kô).
Cuộc phản công có thể chia thành hai giai đoạn. Giai đoạn 1 từ ngày 6 đến ngày 12 tháng 9 năm 2022, quân Ukraina đánh đuổi quân Nga khỏi phía tây sông Oskil. Nhờ yếu tố bất ngờ, đột kích nhanh và mạnh, vũ khí tầm xa do NATO viện trợ, quân số đông hơn, nên chỉ chưa đầy một tuần, các đơn vị Ukraina đã buộc lực lượng Nga phải rút về tả ngạn sông Donets, Serednya Balakliika và Oskil. Giai đoạn 2 từ 13 tháng 9 đến 1 tháng 10 năm 2022, quân Ukraina vượt sông Oskil, giải phóng các phần còn lại của tỉnh Kharkiv và một phần tỉnh Luhansk.
Bắt đầu từ 10 tháng 9 năm 2022, quân đội Ukraina đã chiếm thành phố Izium ở phía đông, một trung tâm đường sắt chiến lược quan trọng mà các lực lượng Nga đã chiếm giữ vào mùa xuân sau một trận chiến đẫm máu kéo dài nhiều tuần, danh sách các thành phố, thị trấn và làng mạc mà Ukraina tái chiếm liên tục được kéo dài, diện tích này lớn hơn nhiều diện tích các vùng mà Nga đã chiếm được trong tất cả các chiến dịch kể từ tháng 4 năm 2022. Chính ở phía bắc Ukraina, nhắm theo hướng Kharkiv mà quân đội Ukraina đã tiến hành một cuộc tấn công bất ngờ, có thể coi là thắng lợi lớn nhất kể từ đầu cuộc chiến. Quân đội Ukraina đã chọc thủng hàng phòng thủ Nga ở phía đông Kharkiv. Khi đâm mũi giáo vào các tuyến phòng thủ của đối phương, quân đội Ukraina đã xuất hiện tại những nơi mà quân Nga không ngờ tới. Cuộc tấn công cộng với yếu tố bất ngờ đã buộc quân đội Nga tháo chạy với tình trạng vỡ đám trầm trọng, từ Kharkiv sang phía đông, các khu làng Balakliia, Volokhiv Yar và Borshchivka lần lượt được giải phóng. Ngoài giá trị quân sự và chiến lược của các lãnh thổ vừa giành lại được, những chiến thắng quân sự này đã giúp nâng cao tinh thần binh sĩ Ukraina. Trong vòng chưa đầy một tuần, quân đội Ukraine đã tái chiếm được nhiều khu vực ở tỉnh Kharkov. Tốc độ của cánh quân Ukraine tại đây tương phản hẳn với mặt trận phía nam và hầu như ít gặp phải sự kháng cự đáng kể của Nga.

## Lực lượng tham chiến

### Ukraina
Phía Ukraina đã huy động các đơn vị sau vào chiến dịch phản công Kharkiv tháng 9-2022.
- Lục quân Ukraina:
  - Lữ đoàn xe tăng 3
  - Lữ đoàn xe tăng 4
  - Lữ đoàn cơ giới 14
  - Lữ đoàn cơ giới 92
  - Lữ đoàn cơ giới 93
  - Lữ đoàn pháo binh 15
  - Lữ đoàn pháo binh 26
  - Lữ đoàn pháo binh 40
  - Lữ đoàn pháo binh 44
  - Lữ đoàn rocket phóng loạt 10
- Lực lượng Tấn công Đường không Ukraina:
  - Lữ đoàn đổ bộ đường không 25
  - Lữ đoàn đột kích 80
  - Lữ đoàn cơ động đường không 81
  - Lữ đoàn đột kích 95
- Lực lượng Phòng vệ Lãnh thổ Ukraina:
  - Lữ đoàn phòng vệ lãnh thổ 103
  - Lữ đoàn phòng vệ lãnh thổ 107
  - Lữ đoàn phòng vệ lãnh thổ 112
  - Lữ đoàn phòng vệ lãnh thổ 113
  - Binh đoàn Lê dương Quốc tế Phòng vệ Lãnh thổ Ukraina
- Tổng cục Tình báo Quốc phòng Ukraina:
  - Tiểu đoàn Kraken
- Lực lượng Cảnh vệ Quốc gia Ukraina

### Nga
Lực lượng chiến đấu phía Nga chủ yếu là Nhóm quân Zapad, bao gồm:
- Một phần của Tập đoàn quân xe tăng 1:
  - Trung đoàn công binh - ngụy trang số 45
- Một phần của Tập đoàn quân 20:
  - Sư đoàn bộ binh Cận vệ 144
- Quân đoàn lục quân số 3
- Tập đoàn quân số 2
- Lữ đoàn bộ binh độc lập 200

Ngoài ra còn có:
- Lực lượng đặc nhiệm phản ứng nhanh (SOBR) của Vệ binh Quốc gia Nga,
- Quân đoàn 1 và Quân đoàn 2 của Lực lượng thân Nga tại Ukraine